# Bustul lui Matei Basarab din București
Bustul lui Matei Basarab a fost realizat in 1943 de sculptorița Maria Grigorescu-Vasilovici. Este turnat în bronz și așezat pe un soclu de piatră de Dobrogea.
Domn al Țării Românești intre 1632-1654, Matei Basarab a manifestat preocupări în organizarea unei armate puternice (deoarece năzuia să înlăture dominația otomană) și în dezvoltarea culturii, sprijinind crearea școlii de la Târgoviște și înființarea tipografiilor de la Câmpulung, Târgoviște și Govora, la aceasta din urmă tipărindu-se „Pravila de la Govora” (1640) și „Îndreptarea Legii” (1652)].
Bustul este înscris în Lista monumentelor istorice 2010 - Municipiul București - la nr. crt. 2329, cod LMI B-III-m-B-19957.
Opera este amplasată în sectorul 3, pe Strada Matei Basarab nr. 32-34, în curtea Colegiului Național „Matei Basarab".